# 卧龙镇 (汶川县)
卧龙镇，是中国四川省汶川卧龙特别行政区的一个镇，在行政区划上属四川省阿坝藏族羌族自治州汶川县，因是大熊猫故乡而闻名。2007年末，卧龙镇户籍人口2861人。

## 行政区划
卧龙镇下辖以下地区：
足木山村、卧龙关村和转经楼村。